# Septentrion (revue, 1972)
Pour les articles homonymes, voir Septentrion et Septentrion (revue).
Septentrion est une revue lancée en 1972 et propose d'informer les francophones sur la culture des néerlandophones de Belgique et des Pays-Bas. Elle marque également un vif intérêt pour les influences réciproques et interactions entre les cultures française et néerlandaise. 

## Ligne éditoriale
Cette revue se veut une passerelle entre deux cultures qui ont toujours joué un rôle dans l'ouest européen. La revue entend contribuer à une meilleure entente entre ces deux cultures, dans la conviction qu'une meilleure connaissance réciproque mène à davantage de compréhension et d'intérêt et débouche sur une collaboration plus étroite.

## Historique
En 2025, la revue met fin à sa diffusion papier mais maintient une présence en ligne.